# 1991 no desporto

## Agenda
- 2 de agosto - Jogos Panamericanos em Havana, Cuba.

## Automobilismo
- 24 de março - Ayrton Senna vence o GP do Brasil pela primeira vez. Faltando 7 voltas para o final da prova, o brasileiro só tinha a 6ª marcha disponível, já que as demais quebraram.[1]
- 2 de junho - Nelson Piquet vence o GP do Canadá de Fórmula 1. É a sua 23ª e última vitória na categoria.
- 23 de junho - Pela primeira vez na história, um carro japonês (Mazda 787B) acabou vitorioso nas 24 Horas de Le Mans. Pela segunda vez na competição ocorria o melhor resultado de um brasileiro em Le Mans: Raul Boesel conquistava o 2º lugar naquela corrida.[2]
- 15 de agosto - O piloto da Jordan, o belga Bertrand Gachot, foi condenado a 18 meses de cadeia por atirar por atirar spray de pimenta em um motorista de táxi após um acidente de trânsito em dezembro de 1990.[3]
- 22 de agosto - Com Gachot ainda preso, a Jordan conseguiu um piloto substituto. No GP da Bélgica, o alemão Michael Schumacher pilotará o carro número 32. O jovem alemão de 22 anos participa do Mundial de Marcas, correndo como piloto oficial da Mercedes.[4]
- 25 de agosto - Ayrton Senna vence o GP da Bélgica, Nelson Piquet é o 3ª colocado (seu último pódio na carreira) e Mark Blundell termina em 6º lugar e marca o primeiro ponto na carreira e também a primeira vez que o motor Yamaha pontuou na categoria. A prova ficou marcada pela estreia de Michael Schumacher na Fórmula 1.
- 5 de setembro - Michael Schumacher é confirmado como piloto da Benetton. O alemão toma a vaga de Roberto Moreno.[5]
- 6 de setembro - Desempregado na Benetton, Roberto Moreno fecha com a Jordan para disputar apenas o GP da Itália.[6]
- 8 de setembro - No GP da Itália, Schumacher termina em 5º lugar e marca seus primeiros 2 pontos na carreira em sua nova equipe.[7]
- 20 de setembro - Roberto Moreno consegue o patrocínio da Denim de Portugal, empresa de cosméticos e produtos de beleza, para disputar o GP de Portugal, sua última prova pelo time irlandês.[8]
- 6 de outubro - Christian Fittipaldi é campeão da Fórmula 3000 Internacional.[9]
- 12 de outubro - A Benetton dispensa Nelson Piquet para a próxima temporada (1992). Para o lugar do tricampeão brasileiro, a escuderia anglo-italiana contratou o inglês Martin Brundle, que terá Michael Schumacher como companheiro de equipe.[10]
- 13 de outubro - Rubens Barrichello é campeão da Fórmula 3 Inglesa.[11]
- 20 de outubro - Ayrton Senna é Campeão Mundial de Fórmula 1 pela terceira vez no GP do Japão com uma prova de antecedência. A decisão aconteceu no início da 10ª volta, quando Nigel Mansell perdeu o controle de sua Williams no final da reta dos boxes indo para fora da pista e parando na caixa de brita.
- 29 de outubro - Em Maranello, Itália, a Ferrari anuncia oficialmente que Alain Prost não vai conduzir o carro vermelho #27 na Austrália. O substituto do francês será o italiano Gianni Morbidelli, piloto titular da Minardi em 1991. Para o lugar de Morbidelli no carro #24, o time de Faenza confirma Roberto Pupo Moreno na Austrália.[12][13]
- 3 de novembro - Ayrton Senna vence o GP da Austrália, Nigel Mansell é 2º, Gerhard Berger em 3º, Nelson Piquet em 4º (última prova na carreira), Riccardo Patrese em 5º e Gianni Morbidelli em 6º (pontuou pela primeira vez com 0,5 ponto). A prova teve apenas 14 voltas e foi interrompida e encerrada após uma hora pela direção de prova por causa da chuva. Como foram cumpridos menos de dois terços das 81 voltas previstas, os pilotos tiveram apenas metade dos pontos. A prova definiu o título de construtores da McLaren, o sétimo da equipe.[14]
- 19 de dezembro - Christian Fittipaldi fecha acordo com a Minardi para a temporada de 1992.[15]

## Futebol
- 29 de maio - O Estrela Vermelha vence o Olympique de Marseille em Bari nas cobranças de penalidades por 5 a 3 (0 a 0 no tempo normal) e torna-se campeão da Taça dos Campeões pela primeira vez.
- 2 de junho - O Criciúma empata com Grêmio em Santa Catarina por 0 a 0 e conquista pela primeira vez a Copa do Brasil. No jogo de ida em Porto Alegre, o Tigre empatou em 1 a 1. É a primeira conquista do clube, assim como o primeiro representante do futebol catarinense na Libertadores da América de 1992, e também a primeira vez que um clube campeão da Copa do Brasil que não participava da Série A do Campeonato Brasileiro do mesmo ano.
- 5 de junho - O Colo-Colo vence o Olimpia no Estádio Monumental em Santiago por 3 a 0 sendo campeão da Libertadores da América e também para o Chile pela primeira vez. No jogo de ida em Defensores del Chaco, Assunção, El Cacique empatou em 0 a 0.
- 9 de junho - O São Paulo empata com o Bragantino em Bragança Paulista em 0 a 0 e conquista o terceiro título no Campeonato Brasileiro. No jogo de ida, o Tricolor Paulista venceu no Morumbi por 1 a 0.
- 30 de junho - Portugal tornou-se bicampeã do Campeonato Mundial de Futebol Juniores ao vencer o Brasil nas cobranças de penalidades pelo placar de 4 a 2, já que terminou empatado no tempo normal e também na prorrogação em 0 a 0.
- 8 de dezembro - O Estrela Vermelha vence o Colo-Colo por 3 a 0 e conquista pela primeira vez a taça Intercontinental.
- 8 de dezembro - O Paraná empata com o Coritiba em Couto Pereira por 1 a 1 e conquista pela primeira vez o Campeonato Paranaense.[16]
- 15 de dezembro - O São Paulo empata com o Corinthians no Morumbi em 0 a 0 e conquista seu 16º título no Campeonato Paulista. No jogo de ida também no Morumbi, o Tricolor Paulista venceu por 3 a 0.
- 15 de dezembro - O Internacional empata com o Grêmio no Beira-Rio em 0 a 0 e conquista seu 30º título no Campeonato Gaúcho pela melhor campanha no torneio.[17] O primeiro jogo no Olímpico, o Colorado venceu por 1 a 0; o segundo no Beira-Rio perdeu por 2 a 0 e o terceiro também no Beira-Rio empatou em 0 a 0.

## Rugby
- 2 de novembro - A Austrália conquista o seu primeiro título mundial da Copa do Mundo de Rugby de 1991 vencendo a Inglaterra por 12 a 6.

## Nascimentos
| Data            | Nome                 | Profissão                 | Nacionalidade                         | Observações | Ref                 |
| --------------- | -------------------- | ------------------------- | ------------------------------------- | ----------- | ------------------- |
| 1 de janeiro    | Abdoulaye Ba         | futebolista               | Senegal                               |             |                     |
| 7 de janeiro    | Eden Hazard          | futebolista               | Bélgica                               |             |                     |
| 8 de janeiro    | Jiang Yuyuan         | ginasta                   | China                                 |             |                     |
| 10 de janeiro   | Cassy Vericel        | ginasta                   | França                                |             |                     |
| 10 de janeiro   | Merab Dvalishvili    | artes marciais mistas     | Geórgia                               |             |                     |
| 15 de janeiro   | Marcelo Chierighini  | nadador                   | Brasil                                |             |                     |
| 15 de janeiro   | Nicolai Jørgensen    | futebolista               | Dinamarca                             |             |                     |
| 15 de janeiro   | Darya Klishina       | saltadora                 | Rússia                                |             |                     |
| 18 de janeiro   | Lucas Lóh            | voleibolista              | Brasil                                |             |                     |
| 20 de janeiro   | Jolyon Palmer        | automobilista             | Reino Unido                           |             |                     |
| 26 de janeiro   | Alex Sandro          | futebolista               | Brasil                                |             |                     |
| 27 de janeiro   | Iván Barton          | árbitro futebolístico     | El Salvador                           |             |                     |
| 8 de fevereiro  | Wahbi Khazri         | futebolista               | Tunísia França                        |             |                     |
| 28 de janeiro   | Wellington           | futebolista               | Brasil                                |             |                     |
| 10 de fevereiro | Vagner Souta         | canoísta                  | Brasil                                |             |                     |
| 12 de fevereiro | Martine Grael        | velejadora                | Brasil                                |             |                     |
| 13 de fevereiro | Eliaquim Mangala     | futebolista               | França                                |             |                     |
| 16 de fevereiro | Mirsad Bektić        | artes marciais mistas     | Bósnia e Herzegovina                  |             |                     |
| 16 de fevereiro | Darwin Torres        | futebolista               | Uruguai                               |             | [carece de fontes?] |
| 16 de fevereiro | Martín Tejera        | futebolista               | Uruguai                               |             | [carece de fontes?] |
| 19 de fevereiro | Christoph Kramer     | futebolista               | Alemanha                              |             |                     |
| 21 de fevereiro | Riyad Mahrez         | futebolista               | Argélia França                        |             |                     |
| 28 de fevereiro | Raiza Goulão         | ciclista                  | Brasil                                |             |                     |
| 12 de março     | Kahena Kunze         | velejadora                | Brasil                                |             |                     |
| 18 de março     | Tijana Malešević     | vôleibolista              | Sérvia                                |             |                     |
| 19 de março     | Caio Bonfim          | atleta                    | Brasil                                |             |                     |
| 21 de março     | Antoine Griezmann    | futebolista               | França                                |             |                     |
| 24 de março     | Isadora Cerullo      | jogadora rugby            | Brasil                                |             |                     |
| 29 de março     | N'Golo Kanté         | futebolista               | França                                |             |                     |
| 22 de março     | Roberto Merhi        | automobilista             | Espanha                               |             |                     |
| 5 de abril      | Yassine Bounou       | futebolista               | Marrocos                              |             |                     |
| 9 de abril      | Darlan Romani        | arremesso de peso         | Brasil                                |             |                     |
| 11 de abril     | Andreea Grigore      | ginasta                   | Roménia                               |             |                     |
| 13 de abril     | Brankica Mihajlović  | voleibolista              | Sérvia                                |             |                     |
| 14 de abril     | Javier Fernández     | patinador artístico       | Espanha                               |             |                     |
| 21 de abril     | Max Chilton          | automobilista             | Reino Unido                           |             |                     |
| 22 de abril     | Ekaterina Kramarenko | ginasta                   | Rússia                                |             |                     |
| 25 de abril     | Alex Shibutani       | patinador artístico       | Estados Unidos                        |             |                     |
| 8 de maio       | Anamaria Tămârjan    | ginasta                   | Roménia                               |             |                     |
| 13 de maio      | Alan Patrick         | futebolista               | Brasil                                |             |                     |
| 30 de maio      | FalleN               | jogador Counter-Strike    | Brasil                                |             |                     |
| 3 de junho      | Bruno Uvini          | futebolista               | Brasil                                |             |                     |
| 5 de junho      | Ricardo Goulart      | futebolista               | Brasil                                |             |                     |
| 10 de junho     | Pol Espargaró        | motociclista              | Espanha                               |             |                     |
| 12 de junho     | Cátia Oliveira       | mesa-tenista paraolímpica | Brasil                                |             |                     |
| 14 de junho     | Anne-Marie Rindom    | velejadora                | Dinamarca                             |             |                     |
| 17 de junho     | Leandro Cabrera      | futebolista               | Uruguai                               |             |                     |
| 19 de junho     | Andrej Kramarić      | futebolista               | Croácia                               |             |                     |
| 20 de junho     | Kalidou Koulibaly    | futebolista               | Senegal                               |             |                     |
| 23 de junho     | Erlon Silva          | canoísta                  | Brasil                                |             |                     |
| 28 de junho     | Kevin De Bruyne      | futebolista               | Bélgica                               |             |                     |
| 28 de junho     | Will Stevens         | automobilista             | Reino Unido                           |             |                     |
| 1 de julho      | Jade Barbosa         | ginasta                   | Brasil                                |             |                     |
| 10 de julho     | Nikita Katsalapov    | patinador artístico       | Rússia                                |             |                     |
| 12 de julho     | James Rodríguez      | futebolista               | Colômbia                              |             |                     |
| 15 de julho     | Danilo               | futebolista               | Brasil                                |             |                     |
| 15 de julho     | Shogo Taniguchi      | futebolista               | Japão                                 |             |                     |
| 23 de julho     | Lauren Mitchell      | ginasta                   | Austrália                             |             |                     |
| 30 de julho     | Daria Kondakova      | ginasta                   | Rússia                                |             |                     |
| 3 de agosto     | Mayra Aguiar         | judoca                    | Brasil                                |             |                     |
| 5 de agosto     | Esteban Gutiérrez    | automobilista             | México                                |             |                     |
| 7 de agosto     | Luis Salom           | motociclista              | Espanha                               | m. 2016     | [ 18 ]              |
| 19 de agosto    | Salem Al-Dawsari     | futebolista               | Arábia Saudita                        |             |                     |
| 3 de setembro   | Thomas Delaney       | futebolista               | Dinamarca                             |             |                     |
| 5 de setembro   | Hege Bøkko           | patinadora                | Noruega                               |             |                     |
| 7 de setembro   | Luíza Almeida        | amazona                   | Brasil                                |             |                     |
| 9 de setembro   | Oscar                | futebolista               | Brasil                                |             |                     |
| 20 de setembro  | Omar Abdulrahman     | futebolista               | Emirados Árabes Unidos Arábia Saudita |             |                     |
| 21 de setembro  | Yeltsin Jacques      | atleta paralímpico        | Brasil                                |             |                     |
| 25 de setembro  | Stine Bredal Oftedal | handebol                  | Noruega                               |             |                     |
| 25 de setembro  | Alexander Rossi      | automobilista             | Estados Unidos                        |             |                     |
| 2 de outubro    | Roberto Firmino      | futebolista               | Brasil                                |             |                     |
| 4 de outubro    | Irina Koroleva       | Voleibolista              | União Soviética (Rússia)              |             |                     |
| 7 de outubro    | Zoi Lima             | ginasta                   | Portugal                              |             |                     |
| 10 de outubro   | Kirsten Olson        | patinadora                | Estados Unidos                        |             |                     |
| 10 de outubro   | Mariana Pajón        | ciclista                  | Colômbia                              |             |                     |
| 10 de outubro   | Xherdan Shaqiri      | futebolista               | Suíça                                 |             |                     |
| 23 de outubro   | Emil Forsberg        | futebolista               | Suécia                                |             |                     |
| 3 de novembro   | Renato Steffen       | futebolista               | Suíça                                 |             |                     |
| 19 de novembro  | Wu Lei               | futebolista               | China                                 |             |                     |
| 23 de novembro  | Christian Cueva      | futebolista               | Peru                                  |             | [carece de fontes?] |
| 14 de dezembro  | Samantha Peszek      | ginasta                   | Estados Unidos                        |             |                     |
| 16 de Dezembro  | Craig Goodwin        | futebolista               | Austrália                             |             |                     |
| 21 de Dezembro  | Andressa de Morais   | atleta                    | Brasil                                |             |                     |

## Mortes
| Data           | Nome           | Profissão                                  | Nacionalidade  | Observações | Ref    |
| -------------- | -------------- | ------------------------------------------ | -------------- | ----------- | ------ |
| 4 de abril     | Pagão          | ex-futebolista                             | Brazil         | n. 1934     | [ 19 ] |
| 4 de abril     | Pepê           | esportista, músico e empresário brasileiro | Brazil         | n. 1957     | [ 20 ] |
| 9 de abril     | Norris Bowden  | patinador artístico                        | Canadá         | n. 1926     |        |
| 21 de julho    | Paul Warwick   | automobilista                              | Reino Unido    | n. 1969     | [ 21 ] |
| 25 de julho    | Cafuringa      | futebolista                                | Brazil         | n. 1948     | [ 22 ] |
| 27 de julho    | Pierre Brunet  | patinador artístico                        | França         | n. 1902     |        |
| 5 de agosto    | Soichiro Honda | engenheiro, industrial e magnata           | Japão          | n. 1906     | [ 23 ] |
| 8 de agosto    | Julissa Gomez  | ginasta                                    | Estados Unidos | n. 1972     |        |
| 15 de novembro | Robert McCall  | patinador artístico                        | Canadá         | n. 1958     |        |